# حمام فاروج
حمام فاروج مربوط به دوره قاجار است و در فاروج، جنوب شرقی شهر واقع شده و این اثر در تاریخ ۲ مرداد ۱۳۸۷ با شمارهٔ ثبت ۲۳۱۰۷ به‌عنوان یکی از آثار ملی ایران به ثبت رسیده‌است.